# Roque Máspoli
Roque Gastón Máspoli (Montevidéu, 12 de outubro de 1917 — Montevidéu, 22 de fevereiro de 2004) foi um futebolista e treinador uruguaio. Foi o goleiro da seleção uruguaia no Maracanaço, a maior de suas inúmeras conquistas: como jogador e técnico, conquistou 32 títulos oficiais, e cerca de oitenta considerando-se torneios amistosos. Considerando as duas funções, é também o homem que mais participou do clássico Nacional vs. Peñarol, clube do qual é o jogador recordista de partidas embora, curiosamente, tenha começado no arquirrival. Também detém outro recorde no Peñarol, o de técnico com mais passagens diferentes, seis,  com especial destaque à primeira, na qual venceu em 1966 a Taça Libertadores da América e (sobre o Real Madrid, no estádio Santiago Bernabéu) o Mundial Interclubes daquele ano.
Ironicamente, Máspoli foi convocado e titular na Copa do Mundo FIFA de 1950 embora dentro de seu clube ele atravessasse um momento ruim, sendo inclusive reserva na época. Como goleiro, tinha uma grande contextura física, com massa aproximada de noventa quilos para seu 1,83 metros de altura, o que não o impedia de possuir boa flexibilidade e noção de antecipação, embora tivesse fraqueza no jogo aéreo - que compensava com o uso da mão sobre os cabeceadores adversários para atrapalhar-lhes. "Os árbitros nunca puniam isso", chegou a admitir.

## Carreira de jogador

### Antes do Peñarol
Seu pai chamava-se Enrique Máspoli, que era torcedor do Peñarol e amigo próximo de Lorenzo Fernández, ídolo do clube e campeão da Copa do Mundo FIFA de 1930. Enrique já levava Roque para assistir Fernández quando este ainda atuava previamente no Capurro. Isso não impediu que Roque se inscrevesse nas categorias de aspirantes do Nacional - o que também não impediu, em contrapartida, que, jogando nos juvenis dos tricolores, seguisse assistindo partidas dos aurinegros. Foi no Nacional que, aos 16 anos, começou a ser escalado no gol; até então, jogava como zagueiro. Começou a ser relacionado em 1934 a jogos do time adulto, embora só estreasse em agosto 1936, em amistosos. Acabou jogando apenas seis vezes pelo Nacional, até abril de 1938, sempre em amistosos.
Sem triunfar no Nacional, Máspoli rumou primeiramente ao Liverpool uruguaio em 1939. Lá, estreou no campeonato uruguaio adulto. O clube foi quarto colocado no campeonato uruguaio daquele ano, atrás somente de Peñarol, Nacional e Montevideo Wanderers, os três maiores campeões do país.[carece de fontes?] No ano seguinte, foi quinto.[carece de fontes?] Suas boas atuações o levaram em apenas dois anos ao Peñarol, que o contratou em 1941.

### Peñarol
Logo virou titular, incluindo no amistoso com o River Plate em partida (vencida por 4-2) de em 28 de setembro que celebrou o 50º aniversário oficial dos carboneros.
Máspoli continuou titular indiscutido pelas duas temporadas seguintes, até 1943. A partir da próxima, passou a competir pelos dez anos subsequentes com Flavio Pereyra Nattero, trazido do Sud América. Justamente quando passou a enfrentar concorrência, em 1944, o clube foi campeão uruguaio, encerrando cinco anos de títulos seguidos do arquirrival.[carece de fontes?] Os momentos mais destacados antes do título foram a quebra em 1942 de um longo jejum de vitórias no clássico (3-1), bem como uma vitória de 6-0 em amistoso com o Boca Juniors em 1943.
Na campanha campeã de 1944, Máspoli, apesar da concorrência, foi o goleiro mais frequentemente titular. Gerou interesse na Argentina, com River e San Lorenzo sondando sua contratação. Mas seguiu no Peñarol. Também em razão do título, começou a ter chances de representar o país, inicialmente em jogos não-oficiais contra seleções B da Argentina ainda em 1944. A estreia oficial pelo Uruguai veio em 24 de janeiro de 1945,[carece de fontes?] ano em que terminaria novamente campeão uruguaio como goleiro mais usado pelo Peñarol.
Um novo título uruguaio não veio em 1946, o primeiro ano em que o concorrente Pereyra Nattero foi o goleiro mais usado. Em 1947, Máspoli voltou à titularidade, mas o Nacional foi novamente o campeão. Pereyra Nattero então firmou-se por anos como dono indiscutido da posição, de 1948 a 1951, ainda que Máspoli ocasionalmente participasse de partidas importantes, como em vitória por 4-3 no clássico com o Nacional pela penúltima rodada do torneio de 1949 mesmo com os aurinegros somando somente nove jogadores em campo.
O torneio de 1949 foi o primeiro após uma longa greve que forçara o fim do campeonato de 1948 após a primeira rodada do segundo turno. Ela durou até abril de 1949. Máspoli, cuja massa corporal normal era de 93 quilos, engordou para 102. Naquele ano, chegou ao clube um novo treinador, o húngaro Emérico Hirschl, que assim preferiu manter Pereyra Nattero. O titular, porém, lesionou-se, e Máspoli pôde jogar as cinco rodadas finais. Foi um ano especial para o Peñarol, com o elenco sendo apelidado de La Máquina del 49 e seu ataque, de "Esquadrilha da Morte". O título veio com uma campanha invicta, com 16 vitórias, 2 empates, 62 gols a favor e 17 contra. Considerando amistosos, foram 113 gols em 32 partidas, em média de três gols e meio por jogo. Apenas uma vez o clube foi derrotado naquele ano, em amistoso com o time argentino do Huracán.
Assim, o Peñarol serviu de base para a seleção convocada à Copa do Mundo FIFA de 1950. O técnico Juan López Fontana preferiu chamar Máspoli, um dos nove aurinegros convocados  e um dos cinco que foram titulares no Maracanaço. Apesar da conquista com a seleção, Máspoli só voltou a ter mais participação no próprio clube em 1952, ano de maior alternância com Pereyra Nattero. O título ficou com o Nacional, mas foi recuperado em 1953 com Máspoli recuperando de vez a titularidade, participando inclusive de goleada de 5-0 sobre o arquirrival. Um bicampeonato veio em 1954 com oito pontos de diferença para o vice Danubio, apesar dos desfalques de Juan Alberto Schiaffino (vendido ao Milan) e de Obdulio Varela (que jogou somente as rodadas finais após voltar lesionado da Copa do Mundo daquele ano).
Em 1955, ainda disputou a Copa América daquele ano pela seleção.[carece de fontes?] Mas, com excesso de peso e aos 38 anos, se aposentou em meados do ano, juntamente com Obdulio, duas razões para que nada desse muito certo ao Peñarol na temporada. Foi ainda antes do início do campeonato doméstico. Naquele torneio e no seguinte, a equipe não conseguiu firmar um goleiro como titular, com Luis Maidana e Luis Borghini se alternando na posição.

## Seleção

### Primeiros anos

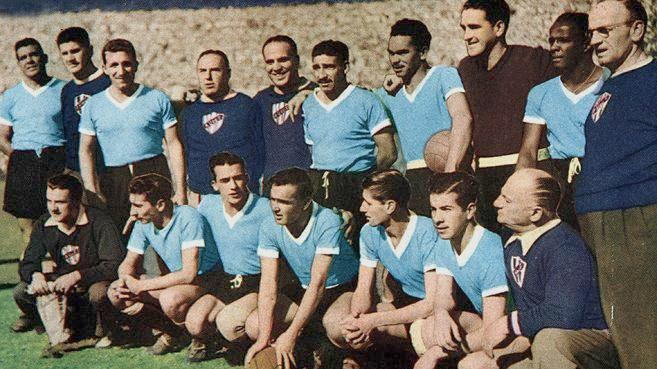
O Uruguai antes do Maracanaço. Máspoli, todo de preto, é o antepenúltimo homem em pé.

Máspoli defendeu o Uruguai de 24 de janeiro de 1945 a 30 de março de 1955, contabilizando 38 partidas e 62 gols sofridos. A data de sua estreia correspondeu à primeira partida da Celeste na Copa América de 1945, em vitória por 5-1 sobre o Equador.[carece de fontes?]
A convocação veio na esteira de seu título uruguaio no ano anterior com o Peñarol, encerrando domínio de cinco anos do rival Nacional. Máspoli foi o goleiro titular naquela edição da Copa América e também na seguinte, na qual evitou uma goleada para a anfitriã e campeã Argentina ao defender um pênalti de Saúl Ongaro em derrota por 3-1. Esse torneio foi encerrado em fevereiro,[carece de fontes?] e no decorrer daquele ano ano Máspoli começou a perder a titularidade no Peñarol para Flavio Pereyra Nattero.
Máspoli não foi chamado para a a edição de 1947. Já para a de 1949 o próprio Uruguai participou desfalcado como um todo, enviando uma seleção juvenil em função da longa greve aderida pelos principais astros do país.[carece de fontes?]
Embora reserva na maior parte do avassalador título de 1949 do Peñarol, Máspoli pôde jogar as cinco rodadas finais e terminou convocado para a Copa do Mundo FIFA de 1950. A convocação encerrou uma polêmica; a inatividade de dois meses após o campeonato de 1949 fez os jogadores uruguaios perderem um pouco a forma. Máspoli estivera entre os derrotados por 2-1 em jogo-treino da Celeste contra o Brasil de Pelotas em pleno estádio Centenário, resultado que levou à demissão do então técnico Enrique Fernández. O Peñarol depois goleou o clube gaúcho por 7-1 e desejava que o treinador aurinegro Emérico Hirschl assumisse a seleção, algo protelado pela Associação Uruguaia de Futebol. Furiosos, os dirigentes carboneros chegaram a recusar em ceder seus jogadores. Foi necessária uma reunião de emergência, mas a seleção seguiu até abril realizando jogos sem possuir técnico.

### Copa de 1950
Antes da competição, Aníbal Paz foi o goleiro titular em três amistosos iniciais, mas nos três seguintes Máspoli ganhou a posição. Máspoli foi o titular na série de três contra o próprio Brasil pela Copa Rio Branco, em maio.[carece de fontes?] O novo técnico uruguaio foi Juan López Fontana, a assumir somente em junho. Com pouco tempo, manteve os titulares da Copa Rio Branco. A Celeste começou a competição vencendo por 8-0 a Bolívia, o que escondeu minutos iniciais complicados em que salvou a seleção diversas vezes. E ela sofreu nas partidas seguintes, contra rivais mais qualificados, não sendo a favorita na rodada final, em reencontro com os brasileiros - que haviam ganho a Copa Rio Branco e haviam sofrido somente duas derrotas nas dez partidas anteriores contra os uruguaios.
No penúltimo jogo, Paz foi o goleiro uruguaio contra a Suécia. Máspoli, titular nos demais, precisara ausentar-se por uma indisposição, descrevendo que foi seu momento mais sofrido na competição. Voltou para o Maracanaço, tendo alimentado-se fora do hotel na véspera e no dia após saber de queixas da delegação da Espanha, goleada pelos anfitriões por 6-1, sobre má alimentação. A precaução o fez também sentir-se mais confiante. No primeiro tempo da decisão, destacou-se em defesa descrita como "brilhante" em cabeceio de Chico. Logo no início do segundo, foi surpreendido no contrapé no gol de Friaça, que do bico esquerdo da grande área acertou um chute rasteiro no canto oposto - quando Máspoli agachou-se para defender, a bola já havia entrado.
O apito final veio com o goleiro disputando uma bola aérea com Jair da Rosa Pinto, em escanteio para o Brasil. No pós-jogo, o goleiro consolou Zizinho. Sobre o título, declararia o seguinte, defendendo o goleiro Barbosa:
No Maracanã havia 200.000 pessoas e era um inferno. Eles vinham goleando, ninguém acreditava nós... a não ser nós! Á medida em que passava o tempo e não nos podiam fazer o segundo (gol), o público começou a se calar e eles, a duvidar.
O empate de Schiaffino os matou. Eu pensei: 'não vamos ter tempo para ganhar'. Mas depois chegou o gol de Ghiggia e já não tiveram reação. Era difícil conter os disparos de Ghiggia, porque chutava com efeito. Desde minha ótica, Barbosa se abriu para cortar o cruzamento atrás porque pelo meio entravam outros jogadores. Somado à forma em que lhe pegava Alcides (Ghiggia), creio que foi mais virtude do atacante do que erro do goleiro 

### Após 1950
O Uruguai só voltou a fazer partidas no ano de 1952, pelo Campeonato Pan-Americano daquele ano, de março a abril.[carece de fontes?] Máspoli, novamente, foi convocado e foi titular[carece de fontes?] embora viesse de uma temporada na reserva de Pereyra Nattero no Peñarol. A Celeste ficou em terceira,[carece de fontes?] sendo derrotada por 4-2 pelo campeão Brasil, que na época encarou o resultado como uma vingança pelo Maracanaço, a primeira de diversas partidas vistas como algo do tipo.
Máspoli ausentou-se da Copa América de 1953,[carece de fontes?] mas foi convocado à Copa do Mundo FIFA de 1954. O Uruguai havia se renovado bastante em relação ao elenco de 1950, com Máspoli sendo exatamente um dos poucos veteranos remanescentes. Os campeões foram sorteados para a chave considerada como "grupo da morte", com Áustria, Tchecoslováquia e Escócia, mas se classificaram sem sobressaltos: a vitória por 2-0 sobre os tchecoslovacos escondeu um domínio em toda a partida, enquanto os escoceses foram surrados por 7-0.
Nas quartas-de-final, o Uruguai encarou uma Inglaterra completa e que fez seu primeiro jogo de alto nível em uma Copa do Mundo, mas justamente em um dia em que os sul-americanos estiveram ainda melhores, ganhando por 4-2 sobre o time de Stanley Matthews. Na partida, porém, Obdulio Varela, Óscar Míguez (também titular no Maracanaço) e Julio Abbadie terminaram lesionados. Ainda assim, a Celeste realizou contra a sensação Hungria uma semifinal equilibrada. Os magiares abriram 1-0 nos primeiros minutos mas, diferentemente de nas partidas anteriores, não dominaram completamente a partir dali. Mesmo depois perdendo por 2-0, os uruguaios buscaram o empate nos quinze minutos finais, forçando uma prorrogação em que ambos poderiam ter vencido.
Apontado na época como "final prematura da Copa"  e considerado por alguns críticos como "o jogo do século", a partida terminou com vitória húngara por 4-2, mas mantendo intacta a honra uruguaia, em desempenho saudado pela plateia suíça com aceno de lenços aos jogadores de ambos os times. Foi a primeira derrota do Uruguai em uma Copa do Mundo FIFA. E ela desinteressou os jogadores para a partida pelo terceiro lugar, ganha por 3-1 pela Áustria.
A data da despedida de Máspoli na seleção, em 30 de março de 1955,[carece de fontes?] foi válida pela última rodada da Copa América daquele ano. Os celestes tinham chances de título, mas foram derrotados e ultrapassados pelo Peru, terminando apenas em quarto. A campeã foi a Argentina.[carece de fontes?] Pouco depois, ele se aposentou da própria carreira de jogador, em meados daquele ano.

## Técnico

### Auge

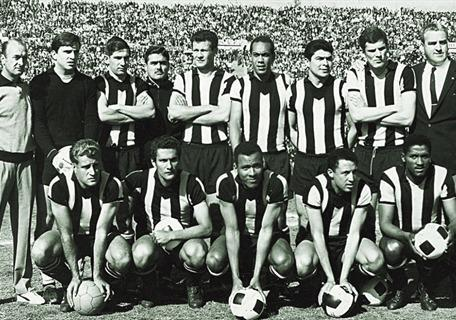
Máspoli com os jogadores do Peñarol em 1965. É o último homem em pé, de terno e gravata.

Tão logo parou de jogar, Máspoli começou na comissão técnica do Peñarol, tendo passagens fugazes em 1956 pelo Danubio e pela seleção uruguaia. Em 1962, assumiu o River Plate uruguaio na segunda divisão. Em 1963, recomeçou longa trajetória de idas e vindas no Peñarol, tornando-se o técnico com mais passagens diferentes pelo clube, seis: dali até 1968; entre 1970 a 1971; 1976 e 1977; de 1984 a 1986; como um dos três técnicos em 1988 (entre os cargos de Fernando Morena e Ladislao Mazurkiewicz); e como um dos quatro em 1992 (Ricardo Ortiz, Ljubo Petrović, ele e Juan Faccio).
Quando o ex-goleiro assumiu pela primeira vez, em 1964, substituindo o húngaro Béla Guttmann, o clube se via pela primeira vez ausente da Taça Libertadores da América. Máspoli implantou um esquema descrito como ferrolho, de tática 1-4-2-3. O time venceu o campeonato uruguaio em passeio, terminando a doze pontos de vantagem do vice Rampla Juniors. De volta à Libertadores para a edição de 1965, o clube foi vice-campeão para o Independiente em ano marcado por desfalques por meses de Alberto Spencer e Julio Abbadie em função de lesões, além da dispensa disciplinar do goleiro Luis Maidana - substituído então pelo jovem Mazurkiewicz. Foi vencido novamente o campeonato uruguaio.
O ano de 1966 foi então descrito como o ápice de um processo vitorioso iniciado no fim da década de 1950. Venceu-se a Libertadores daquele ano com uma vitória por 4-2 na decisão frente ao River Plate, que vencia por 2-0; assim como a Mundial do mesmo ano, com vitórias por 2-0 sobre o Real Madrid tanto no estádio Centenário como no Santiago Bernabéu. Aquele elenco é descrito como o melhor da história do clube, comparável apenas ao da Máquina de 49 (onde Máspoli era reserva) ou ao campeão mundial de 1961. O paraguaio Juan Lezcano, um dos jogadores aurinegros, descreveu que Máspoli falava a seus jogadores de forma carinhosa, como um pai, mantendo um vestiário alegre.
Em 1967, o time foi eliminado nas semifinais da Libertadores, mas, reforçado por Elías Figueroa, ganhou de modo invicto o campeonato uruguaio. Em 1968, o primeiro ciclo de Máspoli chegou ao fim, substituído por Rafael Milans. Foi trabalhar na Espanha, sendo vice da Copa do Rei (na época, "Copa do Generalíssimo") pelo Elche.
Máspoli voltou em 1970, substituindo o brasileiro Osvaldo Brandão após o vice-campeonato na Libertadores daquele ano, marcado pelas saídas de Pedro Rocha (ao São Paulo) e Néstor Gonçalves (aposentado). Pela primeira vez, o ex-goleiro terminou sem títulos.
Ele renunciou em meados de 1971, outro ano sem troféus e marcado por novos desfalques: Ilija Petković fraturou-se, Mazurkiewicz foi vendido ao Atlético Mineiro e Héctor Silva, ao Palmeiras. A única alegria foi vitória por 2-0 em clássico com o Nacional, com cinco expulsões e a fratura de Petković. Aos 55 minutos, os aurinegros venciam por 2-0 e o tricolor Juan Carlos Blanco fingiu lesão, após não conseguir cavar expulsão, para deixar o próprio time com seis em campo e assim forçar o fim da partida. Nisso, Máspoli chegou a ser agredido pelo técnico oponente, Washington Etchamendy.
Máspoli foi dirigir no Peru, conquistando o campeonato local de 1973 com o Defensor Lima, no que ainda é o único título peruano deste clube.[carece de fontes?]

### Meados
Passou então seis meses no Libertad, do Paraguai, seguindo ao Equador, trabalhando no El Nacional e, em 1975, na própria seleção equatoriana  na Copa América daquele ano.[carece de fontes?]
A terceira passagem pelo Peñarol deu-se em 1976 para substituir Juan Alberto Schiaffino, mas os resultados não se deram, ainda que se tenham vencido cinco e perdido somente um nos oito clássicos com o Nacional. Foi o ano em que nenhum dos dois clubes foi campeão, com o Defensor tornando-se o primeiro clube fora da dupla a ser campeão desde 1931.[carece de fontes?] Para 1977, foi contratado o brasileiro Dino Sani. Máspoli foi treinar o Sporting Cristal, sendo vice-campeão peruano. Voltou ao Uruguai para inicialmente dirigir o River Plate, passando à seleção uruguaia entre 1979 e 1982.
Como técnico do Uruguai, Máspoli conseguiu o Mundialito de futebol de 1980, celebrando os cinquenta anos da primeira Copa do Mundo, mas não a classificação à Copa do Mundo FIFA de 1982. Continuou no país treinando os pequenos Huracán Buceo e River em 1983, regressando uma vez mais ao Peñarol em 1984.
Na quarta passagem, Máspoli precisou conviver cada vez mais com crise econômica e venda de jogadores, como Carlos Diogo ou Venancio Ramos, assim como o largo desfalque de Fernando Morena. Ganhou-se apenas a liguilla, mas em 1985 foram obtidos o campeonato e a Supercopa de Campeões Intercontinentais, mantendo-se ainda invencibilidade nos nove duelos contra o Nacional. Em 1986, foi promovido Diego Aguirre no elenco, mas os problemas econômicos se acentuaram, forçando as vendas de Fernando Álvez, Antonio Alzamendi e outros. Máspoli conseguiu, ainda assim, novo título uruguaio, mas com polêmicas: por falta de dinheiro, o clube não se apresentou na estreia contra o Huracán Buceo.
O título, por sua vez, veio após idas e vindas regulamentárias com o Nacional, havendo um pacto de que ambos jogariam uma final se terminassem o campeonato separados por até dois pontos. Os tricolores terminaram com um ponto a mais e de início não pretenderam cumprir o acordo, só realizado em fevereiro do ano seguinte. O Peñarol ganhou nos pênaltis, com Máspoli demonstrando sua liderança ao ordenar que o adolescente Gustavo Matosas efetuasse a última cobrança.

### Decadência
Mas Máspoli não ficou para a vitoriosa Taça Libertadores da América de 1987, conduzida por Óscar Tabárez. O time campeão, porém, se desmanchou logo. Tabárez foi sucedido por Fernando Morena a partir de fevereiro. Morena renunciou ao meio do ano e Máspoli, que havia ganho no Barcelona de Guayaquil o campeonato equatoriano de 1987, reassumiu o Peñarol, mas sem conseguir um alto nível para o elenco. No fim do ano, ele foi sucedido por Mazurkiewicz.
O último trabalho de Máspoli à frente do Peñarol deu-se em 1992, novamente chamado de emergência, dessa vez para substituir Ljubo Petrović, a durar somente três meses no cargo, abandonando o país sem explicações após um escandaloso clássico com o Nacional - em que um dos jogadores aurinegros roubou uma medalha do adversário Julio Dely Valdés para provoca-lo, foi ao fim agredido por José Pintos Saldanha e ao fim denunciado penalmente pela apropriação indébita. Máspoli ficou até o fim do ano, quando foi substituído por Juan Faccio. O Peñarol terminou apenas em quinto.
Curiosamente, tanto no primeiro ciclo como no último pelo Peñarol ele foi derrotado em Belém do Pará pelo Paysandu: 3-0 em 1965 e 4-0 em 1992. Após cinco anos inativo, realizou em 1997 um último trabalho de técnico, na reta final das eliminatórias da Conmebol para a Copa do Mundo FIFA de 1998, mas o Uruguai não se classificou.

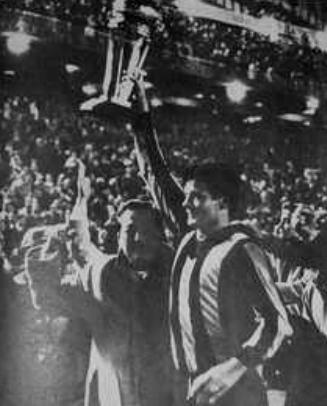
Máspoli com Néstor Gonçalves erguendo o troféu de campeão mundial de 1966, após derrotarem o Real Madrid no estádio Santiago Bernabéu.

## Títulos

### Jogador
- Campeonato Uruguaio: 1944, 1945, 1949, 1951, 1953 e 1954
- Copa do Mundo FIFA: 1950

### Treinador
- Campeonato Uruguaio: 1964, 1965, 1967, 1985 e 1986
- Taça Libertadores da América: 1966
- Mundial Interclubes: 1966
- Mundialito de futebol de 1980
- Campeonato Peruano: 1973
- Campeonato Equatoriano: 1987